# Sophus Theodor Krarup-Smith
Sophus Theodor Krarup-Smith (8. února 1834, Holstebro – 28. května 1882, Qeqertarsuaq) byl dánský mineralog, geolog, učitel a inspektor severního Grónska.

## Život
Sophus Theodor Krarup byl synem Trolse Smithe (1794–1873) a Sophie Dorothey Krarupové (1800–1834). Krarup-Smith navštěvoval školu ve Viborgu a maturoval v roce 1850. Poté začal studovat přírodní vědy, které dokončil v roce 1857. Poté se stal asistentem státního ředitele vodního stavitelství a ministerstva vnitra a následně přešel do univerzitního mineralogického muzea, kde se začal zajímat o Grónsko a získal sbírky Johanna Georga Forchhammera a Carla Ludwiga Gieseckeho. Kromě toho na něj měla silný vliv tehdejší ministryně vnitra Orla Lehmannová.
Prostřednictvím chemika Julia Thomsena se také seznámil s kryolitem objeveným v Grónsku. V roce 1861 mu proto ministerstvo vnitra zaplatilo výpravu do Grónska. Za tímto účelem se vydal do Ivittuutu, kde byl minerál nalezen. Společně s Thomsenem pracoval na plánování těžby, ale ta se ukázala být natolik ekonomicky náročná, že v roce 1863 Grónsko opět opustil. Poté se stal učitelem v Næsgaardu, nejstarší dánské zemědělské škole na Falsteru. V roce 1866, po dvaceti letech, mu Christian Søren Marcus Olrik nabídl inspektorát Severního Grónska, který v roce 1867 převzal po do té doby úřadujícím inspektorovi Carlu Augustu Ferdinandu Bolbroeovi.
Krátce po nástupu do funkce ho navštívil horolezec Edward Whymper a poté byl stálým kontaktem pro mnoho různých vědců, jako byli George Nares, Allen Young nebo Isaac Israel Hayes. Byl považován za nesmírně přátelského a nesobeckého člověka. Za svou funkci byl vyznamenán švédským Vasovým řádem. Během svého působení ve funkci inspektora pokračoval ve sběru všeho, co se mu podařilo najít, a v roce 1871 nechal prozkoumat i grónský ledový příkrov, ovšem poněkud méně daleko, neboť skupina se dostala pouze do vzdálenosti osmi mil od Qasigiannguitu, nicméně přinesla nové poznatky. Roku 1882 vážně onemocněl a po měsíci zemřel ještě ve funkci. Na rok ho vystřídal Hjalmar Christian Reinholdt Knuthsen.